# Крепость Кырккыз
Крепость Кырк-кыз (узб. Qirqqiz qalʼasi) — памятник архитектуры IX—X веков, расположенный в Сурхандарьинской области Узбекистана. Комплекс «Кырк-Кыз» расположен в 3 км от древнего города Термез в Термезском районе. Сведения о том, с какой целью он был построен отсутствуют, поэтому в разное время комплекс считали дворцом, монастырем, караван-сараем, ханакой или обычным гражданским строением. Однако то, что он располагался за пределами города Термез в средние века, указывает на то, что замок служил крепостью за пределами города.
В настоящее время входит в список материального культурного наследия Узбекистана республиканского значения.

## География и название
Крепость Кырк-кыз расположен довольно близко к ханаке Кокилдор ота и комплексу Султан Саодат, на территории древнего городища Шахри Саман, ныне объединения водопользователей «Намуна» Термезского района Сурхандарьинской области, в 4-х километрах от мавзолея Ал-Хакима ат-Термизий.
Название крепости «Qirqqiz» в переводе с узбекского языка обозначает «сорок девушек». У народа существует легенда, что когда-то земли Узбекистана находились под защитой 40 девушек-воительниц, которые боролись за свободу народа. Однажды после долгих странствий девушки решили остановиться в крепости. В это время город был окружен вражеским войском. Воительницы решили отбиваться от врагов и держать оборону крепости, пока прибудет подмога. Битва длилась несколько дней и ночей. В конце концов выжить удалось лишь предводительнице племени — Гулаим. Потеряв всех своих воительниц, израненная девушка вышла из ворот крепости, сняла свой шлем и вызвала на бой того, кто решил захватить город. Вражеский предводитель подошел к Гулаим, посмотрел ей в глаза и увидел свою смерть. Он позавидовал её отважности и развернул свое войско со словами, что увидел настоящую жемчужину этого города. Гулаим упала на землю и последнее, что она увидела — воинов, спешивших к ней на помощь.
Другая, наименее популярная легенда гласит, что в «Кырк-кыз» располагалось женское медресе. Это было крайней редкостью в Средней Азии. В медресе воспитывались сорок девушек, а руководила им очень образованная женщина по имени Рухайда бинти Варрок.
В плане это квадратное (54 х 54 м.) 2-х этажное строение по углам которого расположены мощные башни. Комплекс разделен на 4 равные части, две из которых имеют по пять комнат. С другой стороны находятся еще два помещения и трапезная. Помещения высотой семь метров перекрыты арками и куполами. В центре крепости находился квадратный двор размером (11 x 11 м). Всего в замке было 52 комнаты.
Замок построен из сырцового кирпича с примесью самана. Жженый кирпич был использован частично в арочных перекрытиях. Использовали дерево как арматуру, а также в оконных проемах. Интерьер декорирован очень скромно. В интерьерах Кырк-кыза поражает разнообразие сводчатых систем, выведенных из сырцового кирпича. Здесь использованы своды коробовые, крестовые, балхи; арки треугольные, овальные, стрельчатые, уступчатые со скруглением у пят; купола «ложной» и нормальной кольцевой кладки. Некоторые из этих конструкций в последующие времена исчезнут, другие закрепятся на века и будут использованы в строительстве из жженого кирпича.

## История
Крепость Кырк-кыз была построена во время правления саманидов в IX веке. В строительстве крепости принимали участие мастера, привезенные из Ирана и Индии. Во время монгольского завоевания Средней Азии в XIII веках второй этаж здания был разрушен. На протяжении IX—XV веков комплекс несколько раз перестраивался.
Данная крепость является характерной для согдийского или позднего согдийского феодального периода постройки. Его архитектурный стиль сочетает в себе доисламское и исламское влияния.
Некоторое время в крепости располагалось медресе для девушек. Девушки, жившие в замке, получали глубокие знания по исламу, медицине, математике, астрономии и химии, а также военному делу. Позже это сооружение служило медицинским комплексом.
Кырк-кыз — это своего рода музей строительно-технических поисков и конструктивных экспериментов раннесредневековых зодчих Средней Азии. В средние века крепость Кырк-кыз использовалась как суфистская ханака (религиозная обитель, постоялый двор, караван-сарай). 

## История изучения
В 1926 году в ходе экспедиции, проведенной сотрудниками Музея культуры Востока, были исследованы остатки крепости Кырк-кыз. Участник экспедиции В. Згура охарактеризовал археологический памятник как крепость. Год спустя в крепости начала исследовательскую работу вторая экспедиция под руководством Б. Н. Засипина. По их исследованиям было установлено, что на в центральном дворе находился купол, который позже был снесен.
В 1983 году З. Хакимов провел археологические исследования памятника и выяснил, что большая часть здания уничтожена пожаром.
В 2016 году археолог из Термеза Тухташ Аннаев, в ходе изучения археологического памятника, предположил, что крепость Кырк-кыз построена в XIV—XV веках.

## Архитектура и планировка
Крепость Кырк-кыз была построена в виде правильного прямоугольника со стороной около 53,3х54,8 метра каждая. В комплексе находится всего 54 комнаты. Крепость полностью построена из сырцового кирпича (кирпич размером 30×30×5 — 5,5 см), однако в угловых комнатах и арках использовались жжёные кирпичи. Снаружи крепость окружена толстой стеной, толщина которой достигала 2-2,5 метра. В четырёх углах здания имеются книзу широковатые, изнутри полые башни. В ровных стенах со всех сторон открыты арочные дорожки и несколько оконных проемов. Расположенные по оси здания и пресекающиеся два коридора, делят его на четыре равные части.
В центре сооружения был двор (или зал с куполом) в форме правильного четырёхугольника со сторонами в 11,5 метров каждая. Формы двух частей строения, обращенных к северу, одинаковы. Здесь в каждой части размещалось по пять комнат, выходящих в П-образный коридор. Расположение юго-западной части строения спланировано также. В юго-восточной части строения имеется самая большая по размеру комната с тремя колоннами. Потолки, стенные арочные ниши, разнообразных дверные и оконные проёмы украшены резьбой.
В крепости были также хаммам и туалет. Вода в крепость поступала по специальным канавам. В крепости имелось четыре входа, которые располагались с четырёх сторон света.